# Leptostichaeus pumilus
Leptostichaeus pumilus is een straalvinnige vissensoort uit de familie van stekelruggen (Stichaeidae). De wetenschappelijke naam van de soort is voor het eerst geldig gepubliceerd in 1985 door Miki.